# Грубе (Вайсенберг)

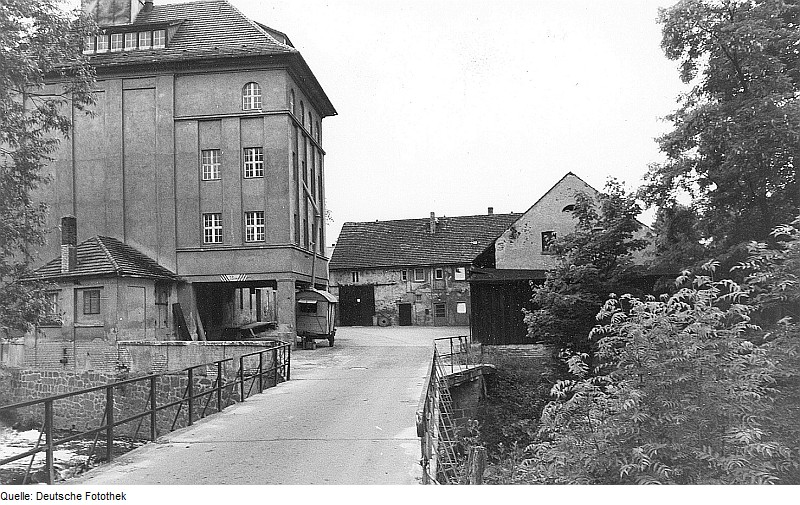
Мельница

Гру́бе или Я́ма (нем. Grube; в.-луж. Jama) — сельский населённый пункт в статусе городского района Вайсенберга, район Баутцен, федеральная земля Саксония, Германия.

## География
Находится в юго-восточной части городских границ Вайсенберга на берегу реки Лёбауэр-Вассер, славянское наименование — Любата (нем. Löbauer Wasser, в.-луж. Lubata), по руслу которой на данном участке проходит административная граница между районами Баутцен и Гёрлиц.
Соседние населённые пункты: на севере — деревня Траушвиц (Трушецы), на востоке — деревня Глоссен (Глушина, в городских границах Лёбау), на югe — деревня Киттлиц (Кетлицы, в городских границах Лёбау), на юго-западе — деревня Краппе (Храпов, в городских границах Лёбау).

## История
Впервые упоминается в 1483 году под наименованием «Grube(n)». До 1994 года входила в состав населённого пункта Ностиц. В 1994 году деревня в результате муниципальной реформы вошла в границы Вайсенберга в статусе отдельного городского района.
В настоящее время деревня входит в состав культурно-территориальной автономии «Лужицкая поселенческая область», на территории которой действуют законодательные акты земель Саксонии и Бранденбурга, содействующие сохранению лужицких языков и культуры лужичан.

## Население
Официальным языком в населённом пункте, помимо немецкого, является также верхнелужицкий язык.
| 1834 | 1871 | 1890 | 2011 |
| ---- | ---- | ---- | ---- |
| 64   | 61   | 53   | 31   |

## Достопримечательности
Культурные памятники федеральной земли Саксония
Всего в населённом пункте находятся три объекта памятников культуры и истории:
| № | Объект | Немецкое наименование | Датировка       | Месторасположение                         | Номер объекта в реестре | Фото |
| - | --- | --- | --------------- | ----------------------------------------- | ----------------------- | ---- |
| 1 | Дорожный каменный указатель | Wegestein | XIX век         | Около мельницы на дороге в сторону Краппе | 09251871                |      |
| 2 | Жилой дом с конюшней и двумя сараями в трёхстороннем дворе                                                                          | Wohnstallhaus und zwei Scheunen eines Dreiseithofes                                                                      | Около 1820 года | Nostitz 76                                | 09251872                |      |
| 3 | Здание мельницы с мельничной техникой и пристроенным домом с двумя боковыми строениями, расположенными под углом к участку мельницы | Mühlengebäude mit Mühlentechnik und angebautem Wohnhaus sowie zwei im Winkel stehende Seitengebäude eines Mühlenanwesens | 1870 год        | Nostitz 78                                | 09251731                |      |